# Don't Stop (Color on the Walls)
Don't Stop (Color on the Walls) è un singolo del gruppo musicale statunitense Foster the People, pubblicato nel 2012 ed estratto dall'album di debutto Torches.

## Tracce
- Download digitale

1. Don't Stop (Color on the Walls) – 2:56

## Formazione
- Mark Foster - voce, chitarra, sintetizzatore, percussioni
- Cubbie Fink - basso
- Mark Pontius - batteria